# Aqueduc de Gadara

L'aqueduc de Gadara acheminait l'eau à Gadara dans l'actuelle Jordanie. En l'état actuel de nos connaissances, il est avec environ 170 km le plus long aqueduc de l'Empire romain.

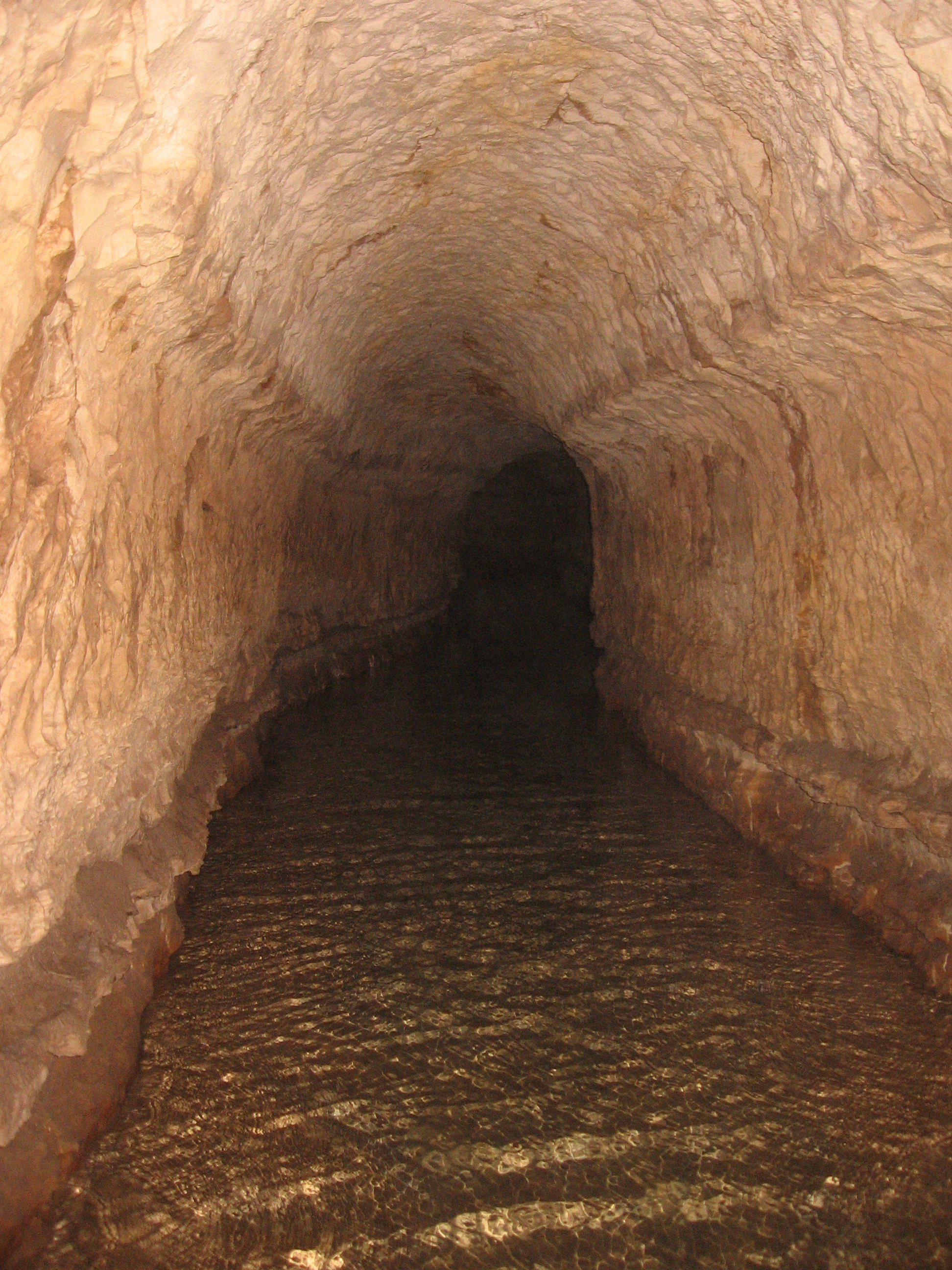
Un tronçon de l'aqueduc.

Plusieurs tronçons ont été repérés dès le XIXe siècle au sud de la Syrie et au nord de la Jordanie. Des explorations de repérage systématiques de son parcours sont menées au début du XXIe siècle par des équipes d'archéologues allemands (sous la direction de M. Döring) en Jordanie et français (sous la direction de Damien Gazane) en Syrie. 
L'aqueduc captait les sources de Dille au pied du mont Hermon, traversait les plaines de Syrie par un canal enterré, en franchissant les oueds par des ponts-canaux, jusqu'à Adhara. La suite du parcours jordanien posa des problèmes techniques aux Romains, car le plateau calcaire est entaillé de vallées profondes, donc difficiles à franchir à l'aide de ponts-canaux. Les Romains choisirent de suivre le contour des vallées en creusant un tunnel dans la falaise. En suivant le relief sur une courbe de niveau, le tracé de la conduite est beaucoup plus long (106 km mesurés par les archéologues allemands) mais plus facile à mettre en œuvre qu'une série de pont-canaux. Finalement, l'aqueduc desservait des villes de la Décapole, Adila et Gadara, à l'est du lac de Tibériade.
La datation précise de sa construction n'est pas établie, faute de texte ou d'inscription évoquant l'ouvrage. Elle date vraisemblablement du IIe ou du IIIe siècle, après l'annexion romaine de l'Arabie Pétrée en 106. L'aqueduc permit alors d'équiper les villes d'installations de prestige typiquement romaines, telles que des fontaines monumentales (nymphées) ou des thermes.